# Sajósenye
Sajósenye es un pueblo húngaro perteneciente al distrito de Miskolc, condado de Borsod-Abaúj-Zemplén.

## Superficie
Cuenta con una superficie de 8,47 km².

## Demografía
Hasta 2024 la población era de 409 habitantes, con una densidad de población de 48,28 hab/km².
| Gráfica de evolución demográfica de Sajósenye entre 2020 y 2024 |
|                                                                 |
| Datos según la Oficina Central de Estadística de Hungría.       |